# Levernois
Levernois település Franciaországban, Côte-d’Or megyében. Lakosainak száma 364 fő (2022. január 1.). Levernois Beaune, Sainte-Marie-la-Blanche, Combertault és Montagny-lès-Beaune községekkel határos.

## Népesség
A település népességének változása:
| Lakosok száma | 174  | 250  | 285  | 257  | 296  | 306  | 327  | 337  | 342  | 364  |
|               | 1968 | 1982 | 1990 | 2006 | 2013 | 2015 | 2017 | 2019 | 2020 | 2022 |